# Pimpla rojasi
Pimpla rojasi là một loài tò vò trong họ Ichneumonidae.